# Pigidi

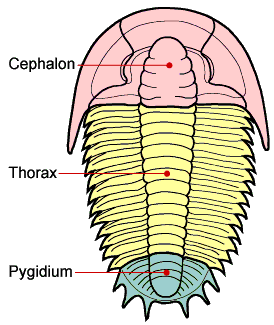
Diagrama que mostra la localització del Cefàlon, tòrax i el pigidi d'un trilobit.

El pigidi, en llatí i anglès: pygidium (plural pygidia), és la part posterior o closca del cos dels crustacis i d'alguns altres artròpodes, com els insectes i els extints trilobits. Conté l'anus i, en les femelles,l'ovipositor. Està compost per segments fosos del cos, de vegades amb una cua, i separat dels segments del tòrax per una articulació.

## Quelicerats
En els aràcnids, el pigidi està format per la reducció a anells dels tres darrers segments opistomals no hi ha distinció entre tergites i esternites. Es presenta un pigidi en els Palpigradi, Amblypygi, Thelyphonida, Schizomida, Ricinulei i en l'extint ordre dels Trigonotarbida. També es presenta en els fòssils primerencs del cranc de ferradura.

## Trilobits
En els trilobits, el pigidi oscil·la entre extremadament petit (molt més petit que el cap o cefàlon) a sermés gran que el cefàlon. Pot ser llis com en l'ordre Asaphida, o espinós en l'ordre Lichida.Es pot classificar en quatre categories:
- Micropygous – pigidi molt més petit que el cefàlon.
- Subisopygous – pigidi lleugerament més petit que el cefàlon.
- Isopygous – cefàlon i pigidi més o menys de la mateixa mida.
- Macropygous – el pigidi més gran que el cefàlon.

A més el pigidi es classifica com a homònom o com heterònom si la seva morfologia és, respectivament, similar al tòrax o no ho es. 

## Altres usos
Pygidium també és un obsolet gènere de peixos dins la família Trichomycteridae. La majoria d'espècies d'aquest gènere s'han reassignat al gènere Trichomycterus.